# Jean Aitchison
Jean Margaret Aitchison (nascuda el 3 de juliol de 1938) és una lingüista britànica, professora emèrita de Llengua i Comunicació a la Facultat de Llengua i Literatura Anglesa de la Universitat d'Oxford i membre del Worcester College d'Oxford. Les seves principals àrees d'interès i investigació han estat la lingüística sociohistòrica i l'estudi del canvi lingüístic, llenguatge i ment, i la llengua i els mitjans de comunicació.

## Biografia
Aitchison es va llicenciar a Cambridge i va fer un màster al Radcliffe College de Harvard. Va ser professora ajudant de grec al Bedford College de Londres de 1961 a 1965, professora i professora sènior, i lectora de lingüística, a la London School of Economics de 1965 a 1992. Va ser professora Rupert Murdoch de llenguatge i comunicació a Oxford de 1993 a 2003, Professora Associada al Worcester College, a Oxford, de 1993 a 2003; i n'és professora emèrita des de 2003.

## Recerca
A Aitchison (1987), identifica tres etapes que es produeixen durant l'adquisició de vocabulari per part d'una criatura: etiquetatge, embalatge i creació de xarxes.
1. Etiquetatge: La primera etapa consisteix a establir l'enllaç entre els sons de paraules concretes i els objectes als quals es refereixen, per exemple, entendre que "mama" fa referència a la mare del nen.
2. Embalatge: implica entendre el rang de significat d'una paraula.
3. Construcció de xarxes: implica comprendre les connexions entre paraules: entendre que algunes paraules tenen un significat oposat, per exemple, entendre la relació entre hiperònims i hipònims.

Aquestes etapes es comenten amb detall en estudis sobre les teories de l'adquisició de vocabulari com les de Milton i Fitzpatrick (2014).
D'altra banda Jean Aitchison ha publicat articles divulgatius sobre l'adquisició del llenguatge en els mitjans de comunicació. I al 1996 va dictar conferències a la BBC Reith sobre «The Language Web».

## Publicacions clau
- New Media Language (editat amb Diana M. Lewis). Londres i Nova York: Routledge.
- Words in the Mind: An Introduction to the Mental Lexicon. 3a edició (1a edició 1987). Oxford i Nova York: Basil Blackwell, 2003.[10][11]
- Language Change: Progress or Decay? 4a edició (1a edició 1981). Cambridge, Nova York, Melbourne: Cambridge University Press, 2012.
- The Articulate Mammal: An Introduction to Psycholinguistics. 4a edició (1a edició 1976). Londres i Nova York: Routledge, 1998.[12]
- The Language Web: The Power and Problem of Words. 1996 Conferències de la BBC Reith. Cambridge, Nova York, Melbourne: Cambridge University Press, 1997.
- The Seeds of Speech: Language Origin and Evolution. Cambridge, Nova York, Melbourne: Cambridge University Press, 1996. (També, amb una nova introducció ampliada, a la sèrie CUP Canto, 2000.)